# Негри, Джино
Джино Негри (итал. Gino Negri; 25 мая 1919 года, Перледо, Королевство Италия — 19 июля 1991 года, Монтевеккья, Италия) — итальянский композитор.

## Биография
Джино Негри родился 25 мая 1919 года в Перледо, в королевстве Италия.
Поступил в консерваторию Милана, где его учителями были Джулио Чезаре Парибени и Ренцо Босси. Завершил образование в 1941 году. В течение нескольких лет трудился музыкальным критиком в журнале «Панорама» и преподавал в Миланской новой академии и в школе Театро Пикколо в Милане.
Некоторое время подрабатывал актёром и телеведущим, сотрудничал с телерадиокомпанией RAI. Вёл передачи «Музыкальное пространство» (итал. Spazio musicale) и «Приглашение в Музыку» (итал. Invito alla Musica). Им были переведены на итальянский язык и отредактированы либретто «Трехгрошовой оперы» Курта Вайля и «Летучей мыши» Иоганна Штрауса. Он был автором многочисленных саундтреков к постановкам итальянских классиков. В 1967 году выиграл национальную премию (итал. Premio Italia) за радио-оперу «Джованни Себастьяно» (итал. Giovanni Sebastiano).
Джино Негри был автором песни «Капля неба» (итал. Una goccia di cielo), с которой участвовал на фестивале Сан-Ремо в 1961 году. Исполнительницами песни были Надя Лиани и Йоланда Россин.
Во второй половине 1980-х композитор перенёс инсульт, что сказалось на его творческой деятельности. Им был написан ряд сочинений по теории и истории музыки.
Джино Негри умер 19 июля в 1991 года в Монтевеккья.

## Творческое наследие
Творческое наследие композитора включает 14 опер, 2 балета, ряд инструментальных и вокальных сочинений, а также сочинения по теории и истории музыки.